# MHC Tempo
Mixed Hockey Club Tempo is een hockeyclub uit Bergen op Zoom.
De club is opgericht in 1931 en telt ongeveer 860 leden. MHC Tempo speelt op Sportpark Rozenoord te Bergen op Zoom. Het tenue bestaat uit een Wit shirt/blouse, een donkerblauwe broek/rok en witte kousen. In het seizoen 2016-2017 vierde MHC Tempo haar 85e verjaardag en kreeg begin oktober 2017 een nieuw waterveld ter beschikking. De afgelopen jaren is Tempo aanzienlijk gegroeid in ledenaantal.
Clubhuis is gevestigd aan de marathonstraat 19. Parkeren gebeurt aan de beukenlaan 16.